# Старокандринский сельсовет
Старокандринский сельсове́т — упразднённая в 2008 году административно-территориальная единица и сельское поселение (тип муниципального образования) в составе Туймазинского района. Почтовый индекс — 452765. Код ОКАТО — 80251850000. Код ИФНС — 0269. Согласно Закону Республики Башкортостан «О границах, статусе и административных центрах муниципальных образований в Республике Башкортостан» от 16 декабря 2004 года имел статус сельского поселения.
Объединён с сельским поселением Кандринский сельсовет.

## Состав сельсовета
Старокандринский сельсовет: село Кандры-Кутуй — административный центр, села Ермухаметово, Первомайское, Старые Кандры, деревни Каран-Елга, Hyp, Нижняя Каран-Елга, Александровка (приложение 46п);
- с. Кандры-Кутуй
- с. Ермухаметово
- с. Первомайское
- с. Старые Кандры
- д. Каран-Елга
- д. Нур
- д. Нижняя Каран-Елга
- д. Александровка

## История
Закон Республики Башкортостан от 17 декабря 2004 г. № 125-з «Об изменениях в административно-территориальном устройстве Республики Башкортостан, изменениях границ и преобразованиях муниципальных образований в Республике Башкортостан» гласил:

76. Изменить границы Туймазинского района, Старокандринского сельсовета Туймазинского района, Кандринского поссовета города Туймазы согласно представленной схематической карте, передав часть территории площадью 331 га Старокандринского сельсовета Туймазинского района в состав территории Кандринского поссовета города Туймазы.

Закон «О внесении изменений в административно-территориальное устройство Республики Башкортостан в связи с образованием, объединением, упразднением и изменением статуса населенных пунктов, переносом административных центров» от 20 июля 2005 года, N 211-з гласил: 

10. Перенести административные центры следующих сельсоветов:
2) Старокандринского сельсовета Туймазинского района из села Кандры в село Кандры-Кутуй;

Закон Республики Башкортостан от 19.11.2008 № 49-з «Об изменениях в административно-территориальном устройстве Республики Башкортостан в связи с объединением отдельных сельсоветов и передачей населённых пунктов» гласил:

 "Внести следующие изменения в административно-территориальное устройство Республики Башкортостан:
42) по Туймазинскому району:

а) объединить Кандринский и Старокандринский сельсоветы с сохранением наименования «Кандринский» с административным центром в селе Кандры.

Включить села Ермухаметово, Кандры-Кутуй, Первомайское, Старые Кандры, деревни Александровка, Каран-Елга, Нижняя Каран-Елга, Hyp Старокандринского сельсовета в состав Кандринского сельсовета.

Утвердить границы Кандринского сельсовета согласно представленной схематической карте.

Исключить из учётных данных Старокандринский сельсовет;

## Географическое положение
На 2008 год граничил с муниципальными образованиями Бишкураевский сельсовет, Гафуровский сельсовет, Кандринский сельсовет, Николаевский сельсовет, Сайрановский сельсовет, Татар-Улкановский сельсовет («Закон Республики Башкортостан от 17.12.2004 N 126-з „О границах, статусе и административных центрах муниципальных образований в Республике Башкортостан“»).

## автодороги
Самара — Уфа — Челябинск, Челябинск — Куйбышев.